# کبوتردریایی شامی

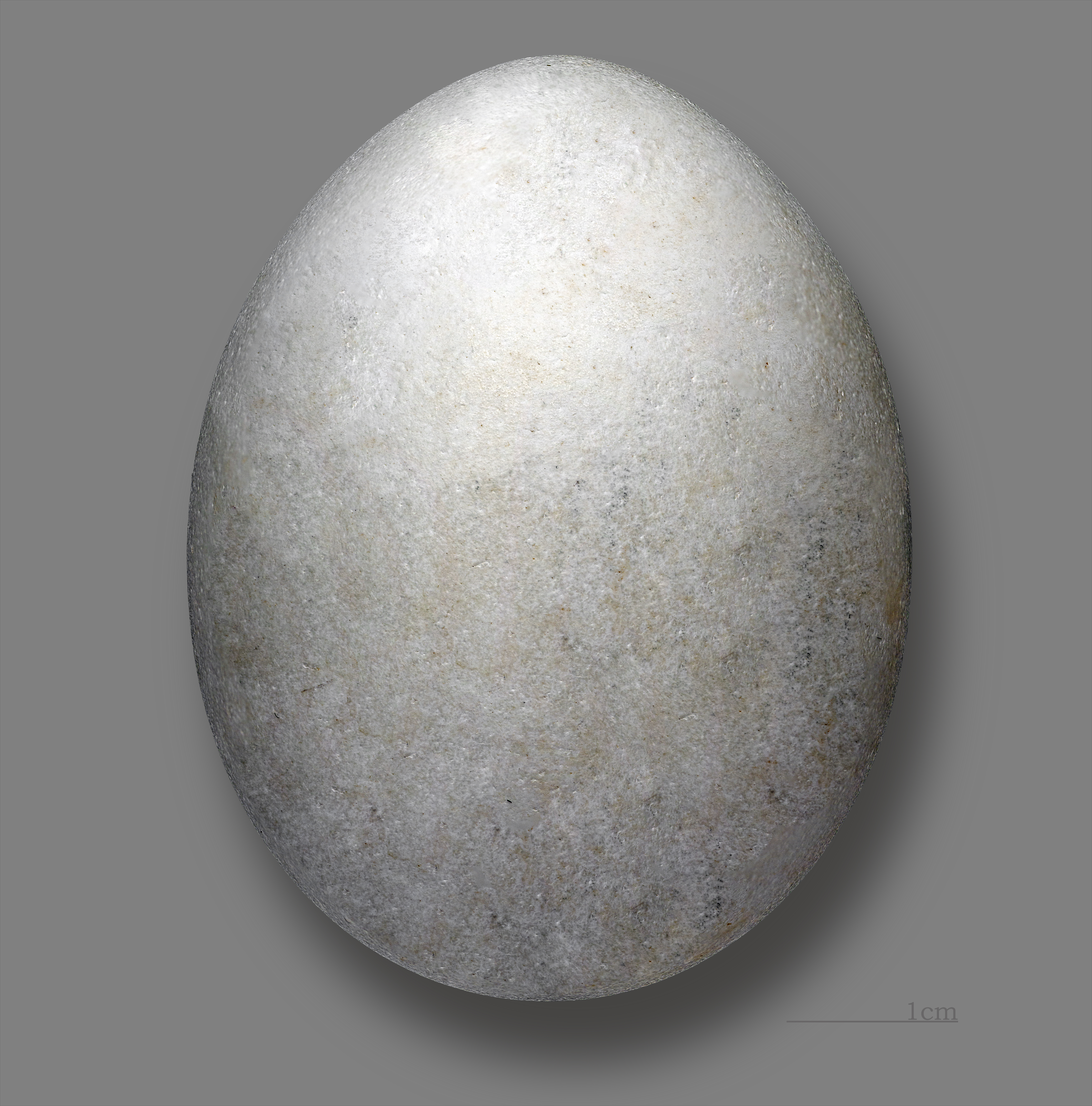
تخم

کبوتردریایی شامی (نام علمی: Puffinus yelkouan) نام یک گونه از سرده کبوتردریایی‌های آب‌شکاف است.